# Zuo Zhuan
El Zuo Zhuan (Chino: 左傳; Wade-Giles: Tso Chuan), traducido como Crónica de Zuo o el Comentario de Zuo es el primer trabajo chino de historia narrativa y cubierta del período de 722 a. C. a 468 a. C. Ha sido tradicionalmente atribuido a Zuo Qiuming, como comentario de los Anales de primavera y otoño, aunque muchos eruditos creen que fue un trabajo independiente que correspondió cronológicamente a los Anales y fue luego empalmado dentro del mismo. Los eruditos modernos más destacados de este libro, tales como Yang Bojun (楊伯峻) sostienen que el trabajo fue compilado durante el período de Reinos Combatientes. Es una de las fuentes más importantes para comprender la historia durante el período de Primaveras y Otoños.
El libro también contiene la primera referencia a weiqi bajo la sección del Año 25 del Duque Xiang de Lu en el año gregoriano 548 a. C.
Con su lenguaje vívido y conciso, Zuo Zhuan es también una gema de la prosa china clásica. Este trabajo y Shiji fueron considerados como los últimos modelos por muchas generaciones de estilistas de prosa en la antigua China.

## El Zuo Zhuan como Comentario de los Anales de Primaveras y Otoños
En origen el Zuo Zhuan era un comentario de los Anales de Primaveras y Otoños cuyas funciones eran hacer una explicación de esta obra empleando la narrativa histórica y realizar una explicación del su significado. La narración histórica del Zuo Zhuan es complemente independiente y le permite conocer al lector los hechos ocurridos durante el Período de Primaveras y Otoños. 

## El Zuo Zhuan y el Guoyu
La tradición le atribuye a  Zuo Qiuming, la edición del Guo Yu y del Zuo zhuan. Ambos libros abarcan la misma época y en muchos casos relatan los mismos hechos y aluden a los mismos personajes. La principal diferencia entre ambos  está en que el Guo Yu, por lo general, le presta más importancia a las palabras que dijeron los protagonistas de la historia y está organizado por Reinos. Por su parte, el Zuo Zhuan le presta más atención a la narración de los hechos históricos y está organizado por años. 
Otro rasgo común de ambas obras es que se compusieron con el fin de resaltar los valores morales de la dinastía Zhou. Con frecuencia los personajes históricos ejemplares desde el punto de vista moral, no reciben el respeto ni atención por parte de sus reyes. Puesto que los soberanos no les hacen caso, el reino se encuentra con desgracias.

## El Zuo Zhuan como obra de referencia del Confucianismo
El Zuo Zhuan que en origen es el comentario de uno de los clásicos editados por Confucio, resalta los valores de esta escuela. La forma en que trasmite sus planteamientos éticos es añadiendo al final de cada suceso los comentarios realizados por Confucio o una cita de otros clásicos. 

## Relación entre la cronología del Zuo Zhuan y los años del calendario actual
Duque Ying 隱公
Primer año: 722 a. C.
Segundo año:721  a. C.
Tercer año : 720 a. C.
Cuarto año: 719  a. C.
Quinto año: 718  a. C.
Sexto año: 717 a. C.
Séptimo año: 716  a. C.
Octavo año: 715 a. C.
Noveno año: 714  a. C.
Décimo año: 713  a. C.
Undécimo año: 712 a. C.
Duque  Heng （恆公）
Primer año:711 a. C.
Segundo año: 710a.C
Tercer año:709 a. C.
Cuarto año: 708a.C
Quinto año: 707 a. C.
Sexto año: 706 a. C.
Séptimo año: 705a.C
Octavo año: 704a.C
Noveno año: 703 a. C.
Décimo año: 702 a. C.
Undécimo año: 701a.C
Duodécimo año:700 a. C.
Decimotercer año: 699a.C
Décimo cuarto año: 698a.C
Décimo quinto año: 697a.C 
Décimo sexto año: 696a.C
Décimo séptimo año:695 a. C. 
Décimo octavo año: 694a.C
Duque Zhuang (莊公)
Primer año: 693 a. C.
Segundo año: 692 a. C.
Tercer año: 691 a. C.
Cuarto año: 690 a. C.
Quinto año:  689 a. C.
Sexto año: 688 a. C.
Séptimo año: 687 a. C.
Octavo año: 686 a. C.
Noveno año:685  a. C.
Décimo año: 684 a. C.
Undécimo año:683 a. C.
Duodécimo año:682 a. C.
Decimotercer año: 681a.C
Décimo cuarto año: 680 a. C.
Décimo quinto año: 679 a. C. 
Décimo sexto año: 678 a. C.
Décimo séptimo año:677 a. C. 
Décimo octavo año: 676 a. C.
Décimo noveno año: 675 a. C.
Vigésimo año: 674 a. C.
Vigésimo primer año:673 a. C.
Vigésimo segundo año: 672a.C
Vigésimo tercer año: 671a.C
Vigésimo cuarto año: 670a.C
Vigésimo quinto año: 669a.C
Vigésimo sexto año: 668 a. C.
Vigésimo séptimo año:667 a. C.
Vigésimo octavo año: 666a.C
Vigésimo noveno año:665 a. C.
Trigésimo año:664 a. C.
Trigésimo primer año: 663a.C
Trigésimo segundo año:662 a. C.
El Duque Min (閔公)
Primer año:661 a. C.
Segundo año:660 a. C.
El Duque Xi (僖公)
Primer año: 659a.C
Segundo año: 658 a. C.
Tercer año: 657a.C
Cuarto año: 656a.C
Quinto año: 655a.C
Sexto año:654 a. C.
Séptimo año: 653a.C
Octavo año: 652a.C
Noveno año: 651a.C
Décimo año:650 a. C.
Undécimo año: 649 a. C.
Duodécimo año:648 a. C.
Decimotercer año: 647a.C
Décimo cuarto año: 646 a. C.
Décimo quinto año: 645a.C 
Décimo sexto año: 644 a. C.
Décimo séptimo año: 643a.C 
Décimo octavo año: 642a.C
Décimo noveno año:641 a. C.
Vigésimo año:640 a. C.
Vigésimo primer año:639 a. C.
Vigésimo segundo año: 638a.C
Vigésimo tercer año: 637a.C
Vigésimo cuarto año: 636a.C
Vigésimo quinto año:635 a. C.
Vigésimo sexto año: 634a.C
Vigésimo séptimo año: 633a.C
Vigésimo octavo año:632 a. C.
Vigésimo noveno año: 631a.C
Trigésimo año:630 a. C.
Trigésimo primer año: 629a.C
Trigésimo segundo año:628 a. C.
Trigésimo tercer año:627 a. C.
El Duque Wen （文公）
Primer año: 626a.C
Segundo año: 625a.C
Tercer año:624 a. C.
Cuarto año: 623a.C
Quinto año: 622a.C
Sexto año:621 a. C.
Séptimo año:620 a. C.
Octavo año: 619a.C
Noveno año: 618a.C
Décimo año: 617a.C
Undécimo año: 616a.C
Duodécimo año:615 a. C.
Decimotercer año:614 a. C.
Décimo cuarto año: 613a.C
Décimo quinto año: 612a.C 
Décimo sexto año: 611a.C
Décimo séptimo año: 610a.C 
Décimo octavo año:609 a. C.
Duque Xuan（宣公）
Primer año: 608 a. C.
Segundo año: 607a.C
Tercer año:606 a. C.
Cuarto año: 605a.C
Quinto año:604 a. C.
Sexto año: 603a.C
Séptimo año: 602a.C
Octavo año:601 a. C.
Noveno año: 600 a. C.
Décimo año:599  a. C.
Undécimo año: :598 a. C.
Duodécimo año: 597 a. C.
Decimotercer año: 596a.C
Décimo cuarto año: 595 a. C.
Décimo quinto año: 594a.C 
Décimo sexto año:593 a. C.
Décimo séptimo año:592 a. C. 
Décimo octavo año: 591 a. C.
Duque Cheng（成公）
Primer año:590 a. C.
Segundo año: 589a.C
Tercer año: 588a.C
Cuarto año: 587a.C
Quinto año:586 a. C.
Sexto año: 585a.C
Séptimo año: 584a.C
Octavo año: 583a.C
Noveno año:582 a. C.
Décimo año:581 a. C.
Undécimo año: 580a.C
Duodécimo año: 579a.C
Decimotercer año: 578 a. C.
Décimo cuarto año: 577 a. C.
Décimo quinto año:576 a. C. 
Décimo sexto año: 575a.C
Décimo séptimo año:574 a. C. 
Décimo octavo año: 573 a. C.
Duque Xiang (襄公)
Primer año:572  a. C.
Segundo año: 571 a. C.
Tercer año:570 a. C.
Cuarto año: 569a.C
Quinto año: 568a.C
Sexto año: 567a.C
Séptimo año:566 a. C.
Octavo año:565 a. C.
Noveno año: 564a.C
Décimo año: 563a.C
Undécimo año:562 a. C.
Duodécimo año:561 a. C.
Decimotercer año:560 a. C.
Décimo cuarto año:559 a. C.
Décimo quinto año: 558a.C 
Décimo sexto año: 557a.C
Décimo séptimo año: 556a.C 
Décimo octavo año: 555a.C
Décimo noveno año: 554a.C
Vigésimo año: 553a.C
Vigésimo primer año:552 a. C.
Vigésimo segundo año:551 a. C.
Vigésimo tercer año: 550a.C
Vigésimo cuarto año:549 a. C.
Vigésimo quinto año: 548a.C
Vigésimo sexto año: 547a.C
Vigésimo séptimo año:546 a. C.
Vigésimo octavo año: 545a.C
Vigésimo noveno año: 544a.C
Trigésimo año: 543a.C
Trigésimo primer año:542 a. C.
Duque Zhao（昭公）
Primer año: 541 a. C.
Segundo año: 540 a. C.
Tercer año: 539 a. C.
Cuarto año: 538a.C
Quinto año: 537 a. C.
Sexto año: 536 a. C.
Séptimo año:535 a. C.
Octavo año: 534 a. C.
Noveno año: 533 a. C.
Décimo año: 532 a. C.
Undécimo año: 531 a. C.
Duodécimo año:530 a. C.
Decimotercer año: 529a.C
Décimo cuarto año: 528a.C
Décimo quinto año: 527a.C 
Décimo sexto año: 526a.C
Décimo séptimo año:525 a. C. 
Décimo octavo año: 524a.C
Décimo noveno año:523 a. C.
Vigésimo año:522 a. C.
Vigésimo primer año:521 a. C.
Vigésimo segundo año:520 a. C.
Vigésimo tercer año: 519 a. C.
Vigésimo cuarto año: 518 a. C.
Vigésimo quinto año:517 a. C.
Vigésimo sexto año: 516 a. C.
Vigésimo séptimo año: 515 a. C.
Vigésimo octavo año: 514 a. C.
Vigésimo noveno año:513 a. C.
Trigésimo año:512 a. C.
Trigésimo primer año:511 a. C.
Trigésimo segundo año:510 a. C.
Duque Ding (定公)
Primer año: 509 a. C.
Segundo año:508 a. C.
Tercer año: 507a.C
Cuarto año:506 a. C.
Quinto año: 505 a. C.
Sexto año: 504 a. C.
Séptimo año:503 a. C.
Octavo año: 502 a. C.
Noveno año: 501 a. C.
Décimo año: 500 a. C.
Undécimo año: 499 a. C.
Duodécimo año:498 a. C.
Decimotercer año:497 a. C.
Décimo cuarto año: 496 a. C.
Décimo quinto año: 495a.C 
Décimo sexto año: 494 a. C.
Décimo séptimo año:493 a. C. 
Décimo octavo año: 492a.C
Décimo noveno año: 491 a. C.
Vigésimo año: 490 a. C.
Vigésimo primer año:489 a. C.
Vigésimo segundo año:488 a. C.
Vigésimo tercer año: 487 a. C.
Vigésimo cuarto año:486 a. C.
Vigésimo quinto año: 485 a. C.

Duque Ai（哀公）
Primer año:484 a. C.
Segundo año:483 a. C.
Tercer año: 482a.C
Cuarto año:481 a. C.
Quinto año: 480 a. C.
Sexto año: 479 a. C.
Séptimo año:478 a. C.
Octavo año: 477 a. C.
Noveno año: 476 a. C.
Décimo año: 475 a. C.
Undécimo año: 474 a. C.
Duodécimo año: 473 a. C.
Decimotercer año:472 a. C.
Décimo cuarto año: 471 a. C.
Décimo quinto año: 470a.C 
Décimo sexto año:469 a. C.
Décimo séptimo año:468 a. C. 
Décimo octavo año: 467 a. C.
Décimo noveno año: 466 a. C.
Vigésimo año: 465 a. C.
Vigésimo primer año:464  a. C.
Vigésimo segundo año:463  a. C.
Vigésimo tercer año: 462 a. C.
Vigésimo cuarto año: 461 a. C.
Vigésimo quinto año:460  a. C.
Vigésimo sexto año: 459 a. C.
Vigésimo séptimo año:458 a. C.